# Juramento
Juramento is een gemeente in de Braziliaanse deelstaat Minas Gerais. De gemeente telt 4.108 inwoners (schatting 2009).

## Aangrenzende gemeenten
De gemeente grenst aan Francisco Sá, Glaucilândia, Grão Mogol, Guaraciama, Itacambira en Montes Claros.